# Ruta de Occitania 2018
La 42.ª edición de la Ruta de Occitania (llamado oficialmente: La Route d'Occitanie) fue una carrera de ciclismo en ruta por etapas que se celebró entre el 14 y el 17 de junio de 2018 en Francia con inicio en la ciudad de Carmaux y final en la ciudad de Cazouls-lès-Béziers sobre un recorrido de 732,1 kilómetros.
La carrera hizo parte del UCI Europe Tour 2018, dentro de la categoría UCI 2.1
La carrera fue ganada por el corredor español Alejandro Valverde del equipo Movistar Team, en segundo lugar Dani Navarro (Cofidis) y en tercer lugar Kenny Elissonde (Team Sky).

## Equipos participantes
Tomaron parte en la carrera 18 equipos: 5 de categoría UCI WorldTeam; 9 de categoría Profesional Continental; y 4 de categoría Continental. Formando así un pelotón de 121 ciclistas de los que acabaron 84. Los equipos participantes fueron:
| WorldTeams (5)- Sky - AG2R La Mondiale - Astana - Groupama-FDJ - Movistar Team Equipos continentales profesionales (9)- Caja Rural-Seguros RGA - Fortuneo-Samsic - Cofidis, Solutions Crédits - Delko-Marseille Provence-KTM - Direct Énergie - Euskadi Basque Country-Murias - Manzana Postobón - Vital Concept - Wanty-Groupe Gobert Equipos continentales (4)- Bike Aid - Project Nice Cote d’Azur - Roubaix Lille Métropole - Saint Michel-Auber 93 |
| |

## Recorrido
La Ruta de Occitania dispuso de cuatro etapas para un recorrido total de 732,1 kilómetros.
| Etapa     | Fecha     | Recorrido                          | type | Distancia (km) | Ganador            | Líder              |
| --------- | --------- | ---------------------------------- | ---- | -------------- | ------------------ | ------------------ |
| 1.ª etapa | 14 de jun | Carmaux – Carmaux                  |      | 168            | Nacer Bouhanni     | Nacer Bouhanni     |
| 2.ª etapa | 15 de jun | Saint-Gaudens – Masseube           |      | 173            | Clément Venturini  | Nacer Bouhanni     |
| 3.ª etapa | 16 de jun | Prat-Bonrepaux – Les Monts d’Olmes |      | 198,4          | Alejandro Valverde | Alejandro Valverde |
| 4.ª etapa | 17 de jun | Mirepoix – Cazouls-lès-Béziers     |      | 192,7          | Anthony Roux       | Alejandro Valverde |

## Desarrollo de la carrera

### 1.ª etapa
| Carmaux - Carmaux |  | (168 km) |

| \| Clasificación de la etapa \| Clasificación de la etapa \| Clasificación de la etapa \| Clasificación de la etapa \| Clasificación de la etapa \| \| Ciclista \| Ciclista \| Equipo \| Tiempo \| \| \| ------------------------- \| ------------------------- \| ---------------------------- \| ------------------------- \| ------------------------- \| \| 1.º \| Nacer Bouhanni \| Cofidis, Solutions Crédits \| 4 h 12 min 32 s \| \| \| 2.º \| Christophe Laporte \| Cofidis, Solutions Crédits \| + 0 s \| \| \| 3.º \| Bryan Coquard \| Vital Concept \| + 0 s \| \| \| 4.º \| Jon Aberasturi \| Euskadi-Murias \| + 0 s \| \| \| 5.º \| Carlos Barbero \| Movistar Team \| + 0 s \| \| \| 6.º \| Yevgeniy Gidich \| Astana \| + 0 s \| \| \| 7.º \| Alejandro Valverde \| Movistar Team \| + 0 s \| \| \| 8.º \| Jérémy Leveau \| Delko-Marseille Provence-KTM \| + 0 s \| \| \| 9.º \| Christopher Lawless \| Team Sky \| + 0 s \| \| \| 10.º \| Leonardo Basso \| Team Sky \| + 0 s \| \| |                     |                              |                 |
| |                     |                              |                 |
| |                     |                              |                 |
| Clasificación de la etapa |                     |                              |                 |
| Ciclista | Ciclista            | Equipo                       | Tiempo          |
| 1.º | Nacer Bouhanni      | Cofidis, Solutions Crédits   | 4 h 12 min 32 s |
| 2.º | Christophe Laporte  | Cofidis, Solutions Crédits   | + 0 s           |
| 3.º | Bryan Coquard       | Vital Concept                | + 0 s           |
| 4.º | Jon Aberasturi      | Euskadi-Murias               | + 0 s           |
| 5.º | Carlos Barbero      | Movistar Team                | + 0 s           |
| 6.º | Yevgeniy Gidich     | Astana                       | + 0 s           |
| 7.º | Alejandro Valverde  | Movistar Team                | + 0 s           |
| 8.º | Jérémy Leveau       | Delko-Marseille Provence-KTM | + 0 s           |
| 9.º | Christopher Lawless | Team Sky                     | + 0 s           |
| 10.º | Leonardo Basso      | Team Sky                     | + 0 s           |

| \| Clasificación general \| Clasificación general \| Clasificación general \| Clasificación general \| Clasificación general \| \| Ciclista \| Ciclista \| Equipo \| Tiempo \| \| \| --------------------- \| --------------------- \| ---------------------------- \| --------------------- \| --------------------- \| \| 1.º \| Nacer Bouhanni \| Cofidis, Solutions Crédits \| 4 h 12 min 22 s \| \| \| 2.º \| Christophe Laporte \| Cofidis, Solutions Crédits \| + 4 s \| \| \| 3.º \| Meron Abraham \| Bike Aid \| + 4 s \| \| \| 4.º \| Bryan Coquard \| Vital Concept \| + 6 s \| \| \| 5.º \| Romain Combaud \| Delko-Marseille Provence-KTM \| + 6 s \| \| \| 6.º \| Jon Aberasturi \| Euskadi-Murias \| + 10 s \| \| \| 7.º \| Carlos Barbero \| Movistar Team \| + 10 s \| \| \| 8.º \| Yevgeniy Gidich \| Astana \| + 10 s \| \| \| 9.º \| Alejandro Valverde \| Movistar Team \| + 10 s \| \| \| 10.º \| Jérémy Leveau \| Delko-Marseille Provence-KTM \| + 10 s \| \| |                    |                              |                 |
| |                    |                              |                 |
| |                    |                              |                 |
| Clasificación general |                    |                              |                 |
| Ciclista | Ciclista           | Equipo                       | Tiempo          |
| 1.º | Nacer Bouhanni     | Cofidis, Solutions Crédits   | 4 h 12 min 22 s |
| 2.º | Christophe Laporte | Cofidis, Solutions Crédits   | + 4 s           |
| 3.º | Meron Abraham      | Bike Aid                     | + 4 s           |
| 4.º | Bryan Coquard      | Vital Concept                | + 6 s           |
| 5.º | Romain Combaud     | Delko-Marseille Provence-KTM | + 6 s           |
| 6.º | Jon Aberasturi     | Euskadi-Murias               | + 10 s          |
| 7.º | Carlos Barbero     | Movistar Team                | + 10 s          |
| 8.º | Yevgeniy Gidich    | Astana                       | + 10 s          |
| 9.º | Alejandro Valverde | Movistar Team                | + 10 s          |
| 10.º | Jérémy Leveau      | Delko-Marseille Provence-KTM | + 10 s          |

### 2.ª etapa
| Saint-Gaudens - Masseube |  | (173 km) |

| \| Clasificación de la etapa \| Clasificación de la etapa \| Clasificación de la etapa \| Clasificación de la etapa \| Clasificación de la etapa \| \| Ciclista \| Ciclista \| Equipo \| Tiempo \| \| \| ------------------------- \| ------------------------- \| ---------------------------- \| ------------------------- \| ------------------------- \| \| 1.º \| Clément Venturini \| AG2R La Mondiale \| 4 h 07 min 08 s \| \| \| 2.º \| Nacer Bouhanni \| Cofidis, Solutions Crédits \| + 0 s \| \| \| 3.º \| Carlos Barbero \| Movistar Team \| + 0 s \| \| \| 4.º \| Christophe Laporte \| Cofidis, Solutions Crédits \| + 0 s \| \| \| 5.º \| Kévin Le Cunff \| Saint Michel-Auber 93 \| + 0 s \| \| \| 6.º \| Evaldas Šiškevicius \| Delko-Marseille Provence-KTM \| + 0 s \| \| \| 7.º \| Flavien Maurelet \| Saint Michel-Auber 93 \| + 0 s \| \| \| 8.º \| Yevgeniy Gidich \| Astana \| + 0 s \| \| \| 9.º \| Bryan Coquard \| Vital Concept \| + 0 s \| \| \| 10.º \| Christopher Lawless \| Team Sky \| + 0 s \| \| |                     |                              |                 |
| |                     |                              |                 |
| |                     |                              |                 |
| Clasificación de la etapa |                     |                              |                 |
| Ciclista | Ciclista            | Equipo                       | Tiempo          |
| 1.º | Clément Venturini   | AG2R La Mondiale             | 4 h 07 min 08 s |
| 2.º | Nacer Bouhanni      | Cofidis, Solutions Crédits   | + 0 s           |
| 3.º | Carlos Barbero      | Movistar Team                | + 0 s           |
| 4.º | Christophe Laporte  | Cofidis, Solutions Crédits   | + 0 s           |
| 5.º | Kévin Le Cunff      | Saint Michel-Auber 93        | + 0 s           |
| 6.º | Evaldas Šiškevicius | Delko-Marseille Provence-KTM | + 0 s           |
| 7.º | Flavien Maurelet    | Saint Michel-Auber 93        | + 0 s           |
| 8.º | Yevgeniy Gidich     | Astana                       | + 0 s           |
| 9.º | Bryan Coquard       | Vital Concept                | + 0 s           |
| 10.º | Christopher Lawless | Team Sky                     | + 0 s           |

| \| Clasificación general \| Clasificación general \| Clasificación general \| Clasificación general \| Clasificación general \| \| Ciclista \| Ciclista \| Equipo \| Tiempo \| \| \| --------------------- \| --------------------- \| ---------------------------- \| --------------------- \| --------------------- \| \| 1.º \| Nacer Bouhanni \| Cofidis, Solutions Crédits \| 8 h 19 min 24 s \| \| \| 2.º \| Clément Venturini \| AG2R La Mondiale \| + 6 s \| \| \| 3.º \| Christophe Laporte \| Cofidis, Solutions Crédits \| + 10 s \| \| \| 4.º \| Quentin Jauregui \| AG2R La Mondiale \| + 11 s \| \| \| 5.º \| Garikoitz Bravo \| Euskadi-Murias \| + 11 s \| \| \| 6.º \| Carlos Barbero \| Movistar Team \| + 12 s \| \| \| 7.º \| Bryan Coquard \| Vital Concept \| + 12 s \| \| \| 8.º \| Romain Combaud \| Delko-Marseille Provence-KTM \| + 12 s \| \| \| 9.º \| Yevgeniy Gidich \| Astana \| + 16 s \| \| \| 10.º \| Jon Aberasturi \| Euskadi-Murias \| + 16 s \| \| |                    |                              |                 |
| |                    |                              |                 |
| |                    |                              |                 |
| Clasificación general |                    |                              |                 |
| Ciclista | Ciclista           | Equipo                       | Tiempo          |
| 1.º | Nacer Bouhanni     | Cofidis, Solutions Crédits   | 8 h 19 min 24 s |
| 2.º | Clément Venturini  | AG2R La Mondiale             | + 6 s           |
| 3.º | Christophe Laporte | Cofidis, Solutions Crédits   | + 10 s          |
| 4.º | Quentin Jauregui   | AG2R La Mondiale             | + 11 s          |
| 5.º | Garikoitz Bravo    | Euskadi-Murias               | + 11 s          |
| 6.º | Carlos Barbero     | Movistar Team                | + 12 s          |
| 7.º | Bryan Coquard      | Vital Concept                | + 12 s          |
| 8.º | Romain Combaud     | Delko-Marseille Provence-KTM | + 12 s          |
| 9.º | Yevgeniy Gidich    | Astana                       | + 16 s          |
| 10.º | Jon Aberasturi     | Euskadi-Murias               | + 16 s          |

### 3.ª etapa
| Prat-Bonrepaux - Les Monts d’Olmes |  | (198,4 km) |

| \| Clasificación de la etapa \| Clasificación de la etapa \| Clasificación de la etapa \| Clasificación de la etapa \| Clasificación de la etapa \| \| Ciclista \| Ciclista \| Equipo \| Tiempo \| \| \| ------------------------- \| ------------------------- \| -------------------------- \| ------------------------- \| ------------------------- \| \| 1.º \| Alejandro Valverde \| Movistar Team \| 5 h 28 min 53 s \| \| \| 2.º \| Dani Navarro \| Cofidis, Solutions Crédits \| + 2 s \| \| \| 3.º \| Kenny Elissonde \| Team Sky \| + 6 s \| \| \| 4.º \| Luis León Sánchez \| Astana \| + 1 min 03 s \| \| \| 5.º \| Sébastien Reichenbach \| Groupama-FDJ \| + 1 min 04 s \| \| \| 6.º \| Antonio Molina Canet \| Caja Rural-Seguros RGA \| + 1 min 06 s \| \| \| 7.º \| Hubert Dupont \| AG2R La Mondiale \| + 1 min 09 s \| \| \| 8.º \| Valentin Madouas \| Groupama-FDJ \| + 1 min 32 s \| \| \| 9.º \| Georg Preidler \| Groupama-FDJ \| + 1 min 50 s \| \| \| 10.º \| Ricardo Vilela \| Manzana Postobón \| + 1 min 50 s \| \| |                       |                            |                 |
| |                       |                            |                 |
| |                       |                            |                 |
| Clasificación de la etapa |                       |                            |                 |
| Ciclista | Ciclista              | Equipo                     | Tiempo          |
| 1.º | Alejandro Valverde    | Movistar Team              | 5 h 28 min 53 s |
| 2.º | Dani Navarro          | Cofidis, Solutions Crédits | + 2 s           |
| 3.º | Kenny Elissonde       | Team Sky                   | + 6 s           |
| 4.º | Luis León Sánchez     | Astana                     | + 1 min 03 s    |
| 5.º | Sébastien Reichenbach | Groupama-FDJ               | + 1 min 04 s    |
| 6.º | Antonio Molina Canet  | Caja Rural-Seguros RGA     | + 1 min 06 s    |
| 7.º | Hubert Dupont         | AG2R La Mondiale           | + 1 min 09 s    |
| 8.º | Valentin Madouas      | Groupama-FDJ               | + 1 min 32 s    |
| 9.º | Georg Preidler        | Groupama-FDJ               | + 1 min 50 s    |
| 10.º | Ricardo Vilela        | Manzana Postobón           | + 1 min 50 s    |

| \| Clasificación general \| Clasificación general \| Clasificación general \| Clasificación general \| Clasificación general \| \| Ciclista \| Ciclista \| Equipo \| Tiempo \| \| \| --------------------- \| --------------------- \| -------------------------- \| --------------------- \| --------------------- \| \| 1.º \| Alejandro Valverde \| Movistar Team \| 13 h 48 min 23 s \| \| \| 2.º \| Dani Navarro \| Cofidis, Solutions Crédits \| + 6 s \| \| \| 3.º \| Kenny Elissonde \| Team Sky \| + 12 s \| \| \| 4.º \| Luis León Sánchez \| Astana \| + 1 min 12 s \| \| \| 5.º \| Sébastien Reichenbach \| Groupama-FDJ \| + 1 min 14 s \| \| \| 6.º \| Antonio Molina Canet \| Caja Rural-Seguros RGA \| + 1 min 16 s \| \| \| 7.º \| Hubert Dupont \| AG2R La Mondiale \| + 1 min 19 s \| \| \| 8.º \| Valentin Madouas \| Groupama-FDJ \| + 1 min 42 s \| \| \| 9.º \| Georg Preidler \| Groupama-FDJ \| + 2 min 00 s \| \| \| 10.º \| Ricardo Vilela \| Manzana Postobón \| + 2 min 00 s \| \| |                       |                            |                  |
| |                       |                            |                  |
| |                       |                            |                  |
| Clasificación general |                       |                            |                  |
| Ciclista | Ciclista              | Equipo                     | Tiempo           |
| 1.º | Alejandro Valverde    | Movistar Team              | 13 h 48 min 23 s |
| 2.º | Dani Navarro          | Cofidis, Solutions Crédits | + 6 s            |
| 3.º | Kenny Elissonde       | Team Sky                   | + 12 s           |
| 4.º | Luis León Sánchez     | Astana                     | + 1 min 12 s     |
| 5.º | Sébastien Reichenbach | Groupama-FDJ               | + 1 min 14 s     |
| 6.º | Antonio Molina Canet  | Caja Rural-Seguros RGA     | + 1 min 16 s     |
| 7.º | Hubert Dupont         | AG2R La Mondiale           | + 1 min 19 s     |
| 8.º | Valentin Madouas      | Groupama-FDJ               | + 1 min 42 s     |
| 9.º | Georg Preidler        | Groupama-FDJ               | + 2 min 00 s     |
| 10.º | Ricardo Vilela        | Manzana Postobón           | + 2 min 00 s     |

### 4.ª etapa
| Mirepoix - Cazouls-lès-Béziers |  | (192,7 km) |

| \| Clasificación de la etapa \| Clasificación de la etapa \| Clasificación de la etapa \| Clasificación de la etapa \| Clasificación de la etapa \| \| Ciclista \| Ciclista \| Equipo \| Tiempo \| \| \| ------------------------- \| ------------------------- \| ---------------------------- \| ------------------------- \| ------------------------- \| \| 1.º \| Anthony Roux \| Groupama-FDJ \| 24 min 46 s \| \| \| 2.º \| Alejandro Valverde \| Movistar Team \| + 27 s \| \| \| 3.º \| Evaldas Šiškevicius \| Delko-Marseille Provence-KTM \| + 36 s \| \| \| 4.º \| Yevgeniy Gidich \| Astana \| + 38 s \| \| \| 5.º \| Kévin Ledanois \| Fortuneo-Samsic \| + 44 s \| \| \| 6.º \| Clément Venturini \| AG2R La Mondiale \| + 47 s \| \| \| 7.º \| Sergio Higuita \| Manzana Postobón \| + 47 s \| \| \| 8.º \| Sylvain Chavanel \| Direct Énergie \| + 52 s \| \| \| 9.º \| Nick Schultz \| Caja Rural-Seguros RGA \| + 53 s \| \| \| 10.º \| Kévin Le Cunff \| Saint Michel-Auber 93 \| + 56 s \| \| |                     |                              |             |
| |                     |                              |             |
| |                     |                              |             |
| Clasificación de la etapa |                     |                              |             |
| Ciclista | Ciclista            | Equipo                       | Tiempo      |
| 1.º | Anthony Roux        | Groupama-FDJ                 | 24 min 46 s |
| 2.º | Alejandro Valverde  | Movistar Team                | + 27 s      |
| 3.º | Evaldas Šiškevicius | Delko-Marseille Provence-KTM | + 36 s      |
| 4.º | Yevgeniy Gidich     | Astana                       | + 38 s      |
| 5.º | Kévin Ledanois      | Fortuneo-Samsic              | + 44 s      |
| 6.º | Clément Venturini   | AG2R La Mondiale             | + 47 s      |
| 7.º | Sergio Higuita      | Manzana Postobón             | + 47 s      |
| 8.º | Sylvain Chavanel    | Direct Énergie               | + 52 s      |
| 9.º | Nick Schultz        | Caja Rural-Seguros RGA       | + 53 s      |
| 10.º | Kévin Le Cunff      | Saint Michel-Auber 93        | + 56 s      |

## Clasificaciones finales
- Las clasificaciones finalizaron de la siguiente forma:[4]

### Clasificación general
| \| Clasificación general \| Clasificación general \| Clasificación general \| Clasificación general \| Clasificación general \| \| Ciclista \| Ciclista \| Equipo \| Tiempo \| \| \| --------------------- \| --------------------- \| -------------------------- \| --------------------- \| --------------------- \| \| 1.º \| Alejandro Valverde \| Movistar Team \| 18 h 25 min 34 s \| \| \| 2.º \| Dani Navarro \| Cofidis, Solutions Crédits \| + 14 s \| \| \| 3.º \| Kenny Elissonde \| Team Sky \| + 20 s \| \| \| 4.º \| Sébastien Reichenbach \| Groupama-FDJ \| + 1 min 22 s \| \| \| 5.º \| Luis León Sánchez \| Astana \| + 1 min 24 s \| \| \| 6.º \| Antonio Molina Canet \| Caja Rural-Seguros RGA \| + 1 min 24 s \| \| \| 7.º \| Hubert Dupont \| AG2R La Mondiale \| + 1 min 27 s \| \| \| 8.º \| Valentin Madouas \| Groupama-FDJ \| + 1 min 50 s \| \| \| 9.º \| Ricardo Vilela \| Manzana Postobón \| + 2 min 07 s \| \| \| 10.º \| Georg Preidler \| Groupama-FDJ \| + 2 min 08 s \| \| |                       |                            |                  |
| |                       |                            |                  |
| Fuente: ProCyclingStats |                       |                            |                  |
| Clasificación general |                       |                            |                  |
| Ciclista | Ciclista              | Equipo                     | Tiempo           |
| 1.º | Alejandro Valverde    | Movistar Team              | 18 h 25 min 34 s |
| 2.º | Dani Navarro          | Cofidis, Solutions Crédits | + 14 s           |
| 3.º | Kenny Elissonde       | Team Sky                   | + 20 s           |
| 4.º | Sébastien Reichenbach | Groupama-FDJ               | + 1 min 22 s     |
| 5.º | Luis León Sánchez     | Astana                     | + 1 min 24 s     |
| 6.º | Antonio Molina Canet  | Caja Rural-Seguros RGA     | + 1 min 24 s     |
| 7.º | Hubert Dupont         | AG2R La Mondiale           | + 1 min 27 s     |
| 8.º | Valentin Madouas      | Groupama-FDJ               | + 1 min 50 s     |
| 9.º | Ricardo Vilela        | Manzana Postobón           | + 2 min 07 s     |
| 10.º | Georg Preidler        | Groupama-FDJ               | + 2 min 08 s     |

### Clasificación de la montaña
| Clasificación de la montaña | Clasificación de la montaña | Clasificación de la montaña | Clasificación de la montaña | Clasificación de la montaña |
| Ciclista                    | Ciclista                    | Equipo                      | Puntos                      |                             |
| --------------------------- | --------------------------- | --------------------------- | --------------------------- | --------------------------- |
| 1.º                         | Anthony Perez               | Cofidis, Solutions Crédits  | 24 pts                      |                             |
| 2.º                         | Alejandro Valverde          | Movistar Team               | 21 pts                      |                             |
| 3.º                         | Brice Feillu                | Fortuneo-Samsic             | 21 pts                      |                             |
| 4.º                         | Beñat Txoperena             | Euskadi-Murias              | 18 pts                      |                             |
| 5.º                         | Fabien Doubey               | Wanty-Groupe Gobert         | 17 pts                      |                             |
| 6.º                         | Quentin Jauregui            | AG2R La Mondiale            | 16 pts                      |                             |
| 7.º                         | Luis León Sánchez           | Astana                      | 16 pts                      |                             |
| 8.º                         | Damien Gaudin               | Direct Énergie              | 14 pts                      |                             |
| 9.º                         | Dani Navarro                | Cofidis, Solutions Crédits  | 10 pts                      |                             |
| 10.º                        | Mikel Iturria               | Euskadi-Murias              | 10 pts                      |                             |

### Clasificación por puntos
| Clasificación por puntos | Clasificación por puntos | Clasificación por puntos     | Clasificación por puntos | Clasificación por puntos |
| Ciclista                 | Ciclista                 | Equipo                       | Puntos                   |                          |
| ------------------------ | ------------------------ | ---------------------------- | ------------------------ | ------------------------ |
| 1.º                      | Alejandro Valverde       | Movistar Team                | 40 pts                   |                          |
| 2.º                      | Nacer Bouhanni           | Cofidis, Solutions Crédits   | 37 pts                   |                          |
| 3.º                      | Clément Venturini        | AG2R La Mondiale             | 30 pts                   |                          |
| 4.º                      | Yevgeniy Gidich          | Astana                       | 26 pts                   |                          |
| 5.º                      | Carlos Barbero           | Movistar Team                | 26 pts                   |                          |
| 6.º                      | Bryan Coquard            | Vital Concept                | 22 pts                   |                          |
| 7.º                      | Evaldas Šiškevicius      | Delko-Marseille Provence-KTM | 21 pts                   |                          |
| 8.º                      | Anthony Roux             | Groupama-FDJ                 | 15 pts                   |                          |
| 9.º                      | Luis León Sánchez        | Astana                       | 15 pts                   |                          |
| 10.º                     | Dani Navarro             | Cofidis, Solutions Crédits   | 13 pts                   |                          |

### Clasificación de los jóvenes
| Clasificación del mejor joven | Clasificación del mejor joven | Clasificación del mejor joven | Clasificación del mejor joven | Clasificación del mejor joven |
| Ciclista                      | Ciclista                      | Equipo                        | Tiempo                        |                               |
| ----------------------------- | ----------------------------- | ----------------------------- | ----------------------------- | ----------------------------- |
| 1.º                           | Valentin Madouas              | Groupama-FDJ                  | 18 h 27 min 24 s              |                               |
| 2.º                           | Thomas Joly                   | Roubaix Lille Métropole       | + 1 min 06 s                  |                               |
| 3.º                           | Yevgeniy Gidich               | Astana                        | + 1 min 18 s                  |                               |
| 4.º                           | Sindre Skjøstad Lunke         | Fortuneo-Samsic               | + 1 min 18 s                  |                               |
| 5.º                           | Kévin Ledanois                | Fortuneo-Samsic               | + 5 min 09 s                  |                               |
| 6.º                           | Jérémy Maison                 | Fortuneo-Samsic               | + 5 min 09 s                  |                               |
| 7.º                           | Sergio Higuita                | Manzana Postobón              | + 6 min 19 s                  |                               |
| 8.º                           | Cristián Rodríguez            | Caja Rural-Seguros RGA        | + 11 min 11 s                 |                               |
| 9.º                           | Nick Schultz                  | Caja Rural-Seguros RGA        | + 12 min 12 s                 |                               |
| 10.º                          | Fabien Doubey                 | Wanty-Groupe Gobert           | + 15 min 43 s                 |                               |

### Clasificación por equipos
| Clasificación por equipos | Clasificación por equipos     | Clasificación por equipos | Clasificación por equipos |
| Equipo                    | Equipo                        | Tiempo                    |                           |
| ------------------------- | ----------------------------- | ------------------------- | ------------------------- |
| 1.º                       | Groupama-FDJ                  | 55 min 22 s               |                           |
| 2.º                       | Astana                        | + 1 min 42 s              |                           |
| 3.º                       | Movistar Team                 | + 5 min 32 s              |                           |
| 4.º                       | Fortuneo-Samsic               | + 7 min 23 s              |                           |
| 5.º                       | Delko-Marseille Provence-KTM  | + 13 min 24 s             |                           |
| 6.º                       | Manzana Postobón              | + 15 min 02 s             |                           |
| 7.º                       | Caja Rural-Seguros RGA        | + 17 min 19 s             |                           |
| 8.º                       | Cofidis, Solutions Crédits    | + 18 min 08 s             |                           |
| 9.º                       | AG2R La Mondiale              | + 18 min 51 s             |                           |
| 10.º                      | Euskadi Basque Country-Murias | + 28 min 21 s             |                           |

## Evolución de las clasificaciones
| Etapa                   | Vencedor                | Clasificación general | Clasificación por puntos | Clasificación de la montaña | Clasificación de los jóvenes | Clasificación por equipos |
| ----------------------- | ----------------------- | --------------------- | ------------------------ | --------------------------- | ---------------------------- | ------------------------- |
| 1.ª                     | Nacer Bouhanni          | Nacer Bouhanni        | Nacer Bouhanni           | Meron Abraham               | Meron Abraham                | Sky                       |
| 2.ª                     | Clément Venturini       | Nacer Bouhanni        | Nacer Bouhanni           | Fabien Doubey               | Clément Venturini            | Saint Michel-Auber93      |
| 3.ª                     | Alejandro Valverde      | Alejandro Valverde    | Nacer Bouhanni           | Anthony Perez               | Valentin Madouas             | Groupama-FDJ              |
| 4.ª                     | Anthony Roux            | Alejandro Valverde    | Alejandro Valverde       | Anthony Perez               | Valentin Madouas             | Groupama-FDJ              |
| Clasificaciones finales | Clasificaciones finales | Alejandro Valverde    | Alejandro Valverde       | Anthony Perez               | Valentin Madouas             | Groupama-FDJ              |

## UCI World Ranking
La Ruta de Occitania otorgó puntos para el UCI Europe Tour 2018 y el UCI World Ranking, este último para corredores de los equipos en las categorías UCI WorldTeam, Profesional Continental y Equipos Continentales. Las siguientes tablas muestran el baremo de puntuación y los 10 corredores que obtuvieron más puntos:
| Posición              | 1.º | 2.º | 3.º | 4.º | 5.º | 6.º | 7.º | 8.º | 9.º | 10.º | 11.º | 12.º | 13.º-15.º | 16.º-25.º |
| Clasificación general | 125 | 85  | 70  | 60  | 50  | 40  | 35  | 30  | 25  | 20   | 15   | 10   | 5         | 3         |
| Por etapa             | 14  | 5   | 3   |     |     |     |     |     |     |      |      |      |           |           |
| Líder                 | 3   |     |     |     |     |     |     |     |     |      |      |      |           |           |

| Clasificación | Clasificación         | Clasificación              | Clasificación | Clasificación | Clasificación | Clasificación |
| Posición      | Ciclista              | Equipo                     | General       | Etapa         | Líder         | Total         |
| ------------- | --------------------- | -------------------------- | ------------- | ------------- | ------------- | ------------- |
| 1.º           | Alejandro Valverde    | Movistar                   | 125           | 19            | 3             | 147           |
| 2.º           | Daniel Navarro        | Cofidis, Solutions Crédits | 85            | 5             | -             | 90            |
| 3.º           | Kenny Elissonde       | Sky                        | 70            | 3             | -             | 73            |
| 4.º           | Sébastien Reichenbach | Groupama-FDJ               | 60            | -             | -             | 60            |
| 5.º           | Luis León Sánchez     | Astana                     | 50            | -             | -             | 50            |
| 6.º           | Antonio Molina        | Caja Rural-Seguros RGA     | 40            | -             | -             | 40            |
| 7.º           | Hubert Dupont         | Ag2r La Mondiale           | 35            | -             | -             | 35            |
| 8.º           | Valentin Madouas      | Groupama-FDJ               | 30            | -             | -             | 30            |
| 9.º           | Ricardo Vilela        | Manzana Postobón           | 25            | -             | -             | 25            |
| 10.º          | Nacer Bouhanni        | Cofidis, Solutions Crédits | -             | 19            | 6             | 25            |